# Hyundai Ioniq 6
A Hyundai Ioniq 6 egy akkumulátoros elektromos, közepes méretű szedán autótípus, melyet 2022-től gyártanak. Ez a második autótípus, amelyet az elektromos autókra fókuszáló Ioniq almárka alá tartozik, és a negyedik modell, amely a Hyundai Electric Global Modular Platformra (E-GMP) épül.

## Áttekintés
A Hyundai Ioniq 6-ot 2022. július 12-én mutatták be. Az előrendelések 2022 júliusában kezdődtek.
A jármű szoftvere fejleszthető vezeték nélküli frissítésekkel, beleértve az autó felfüggesztését, fékjeit és légzsákjait. Emellett rendelkezésre állnak olyan vezetést segítő technológiák, mint a navigációs alapú intelligens tempomat, az országúti vezetési asszisztens és a távoli intelligens parkolássegítő.

2022 novemberében az Ioniq 6 az elérhető legmagasabb, 5 csillagos osztályzatot érte el az Euro NCAP biztonsági tesztjén, beleértve a felnőtt utasok védelmét, a gyermekkorú utasok védelmét, a gyalogosok védelmét és a biztonsági segédrendszereket.

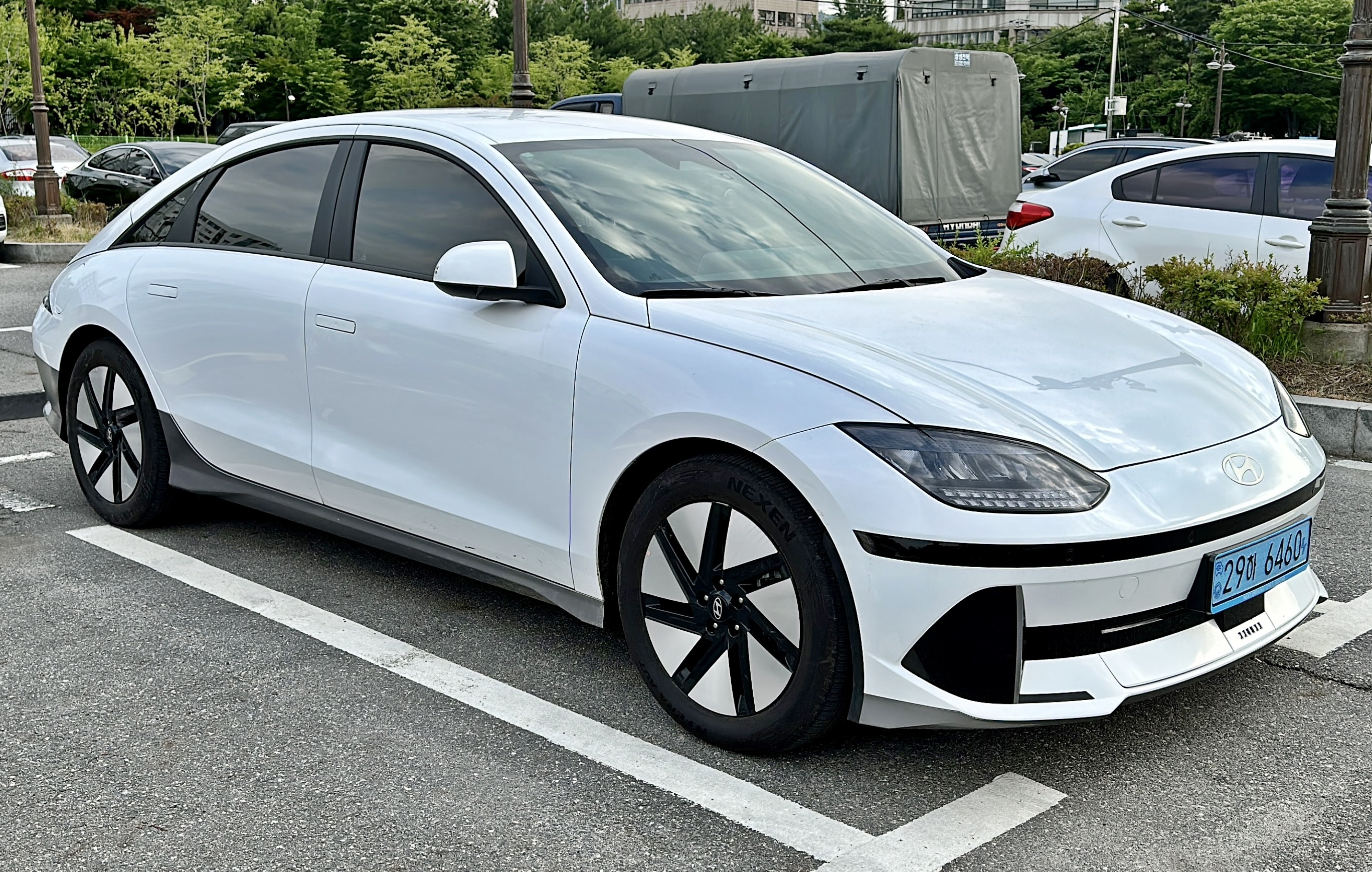
Elölnézetből
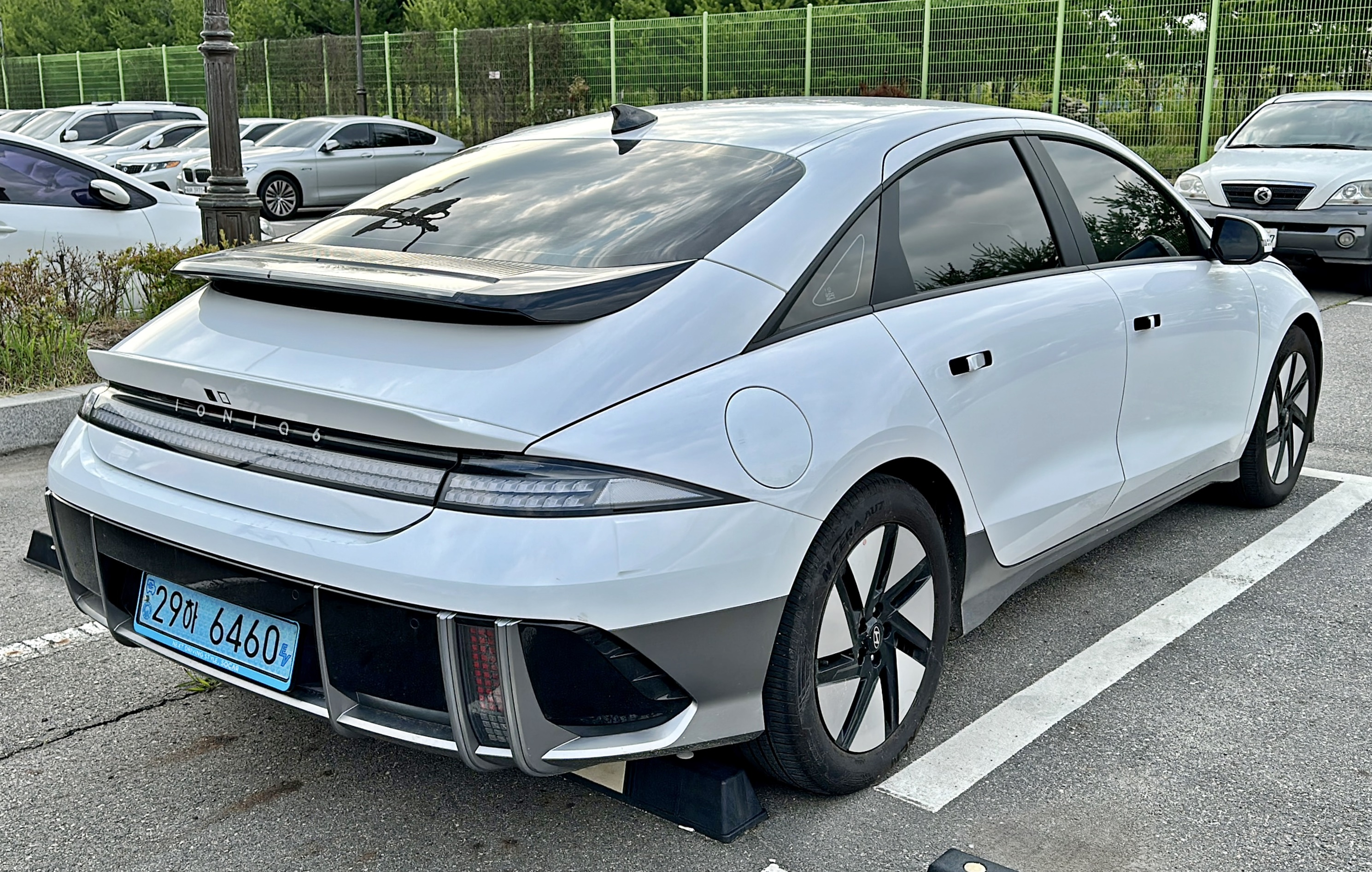
Hátulnézetből
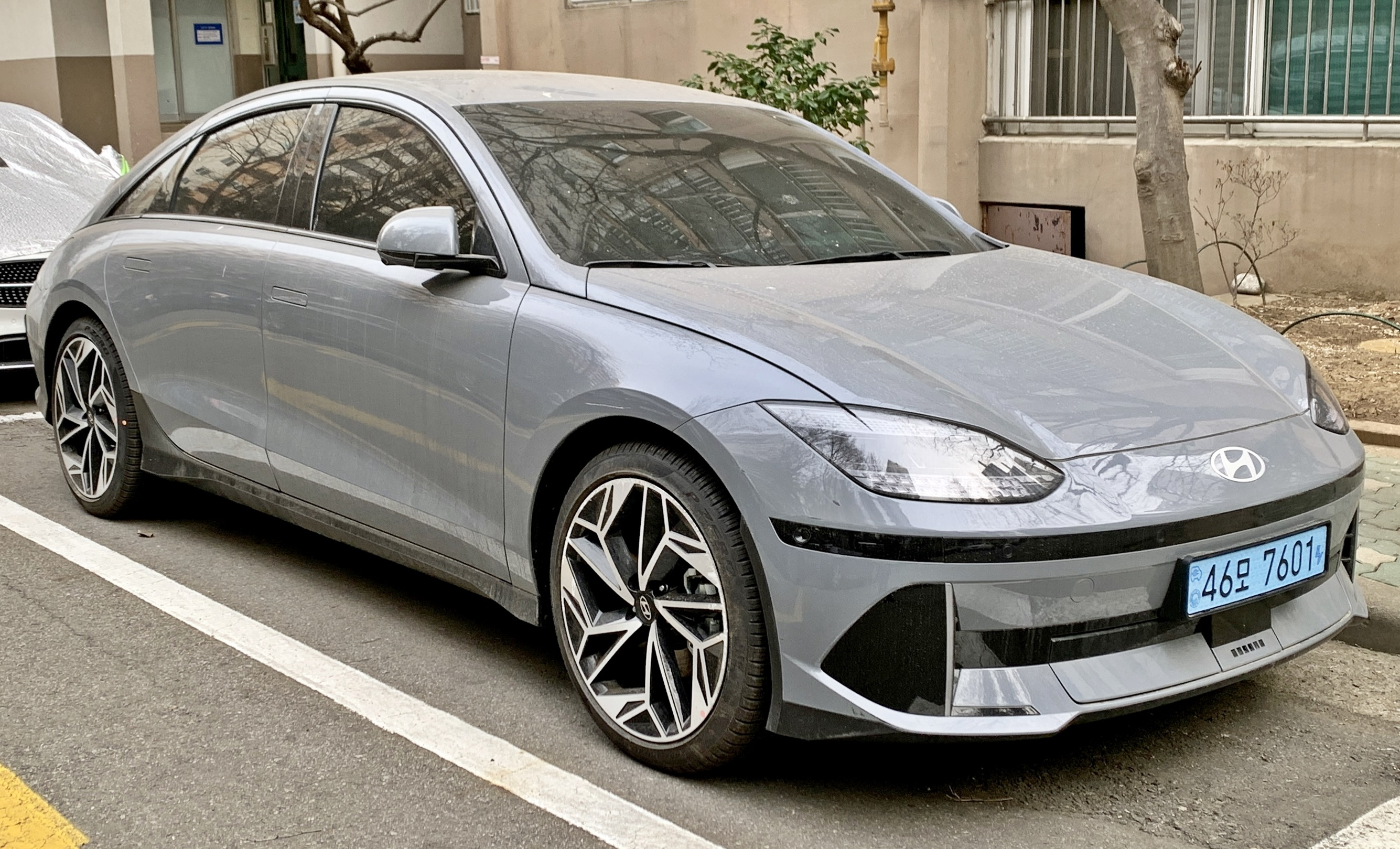
Elölnézetből
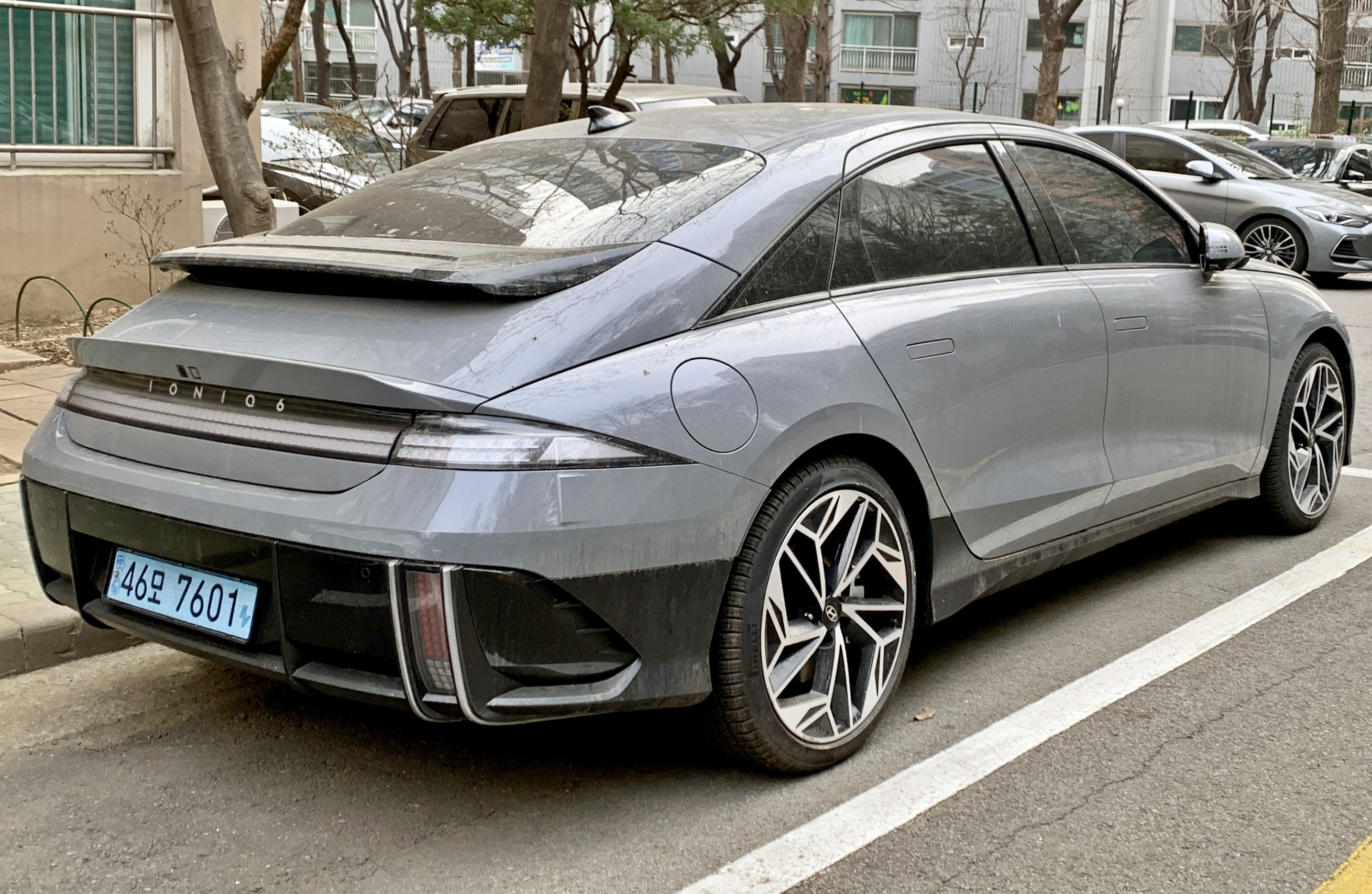
Hátulnézetből
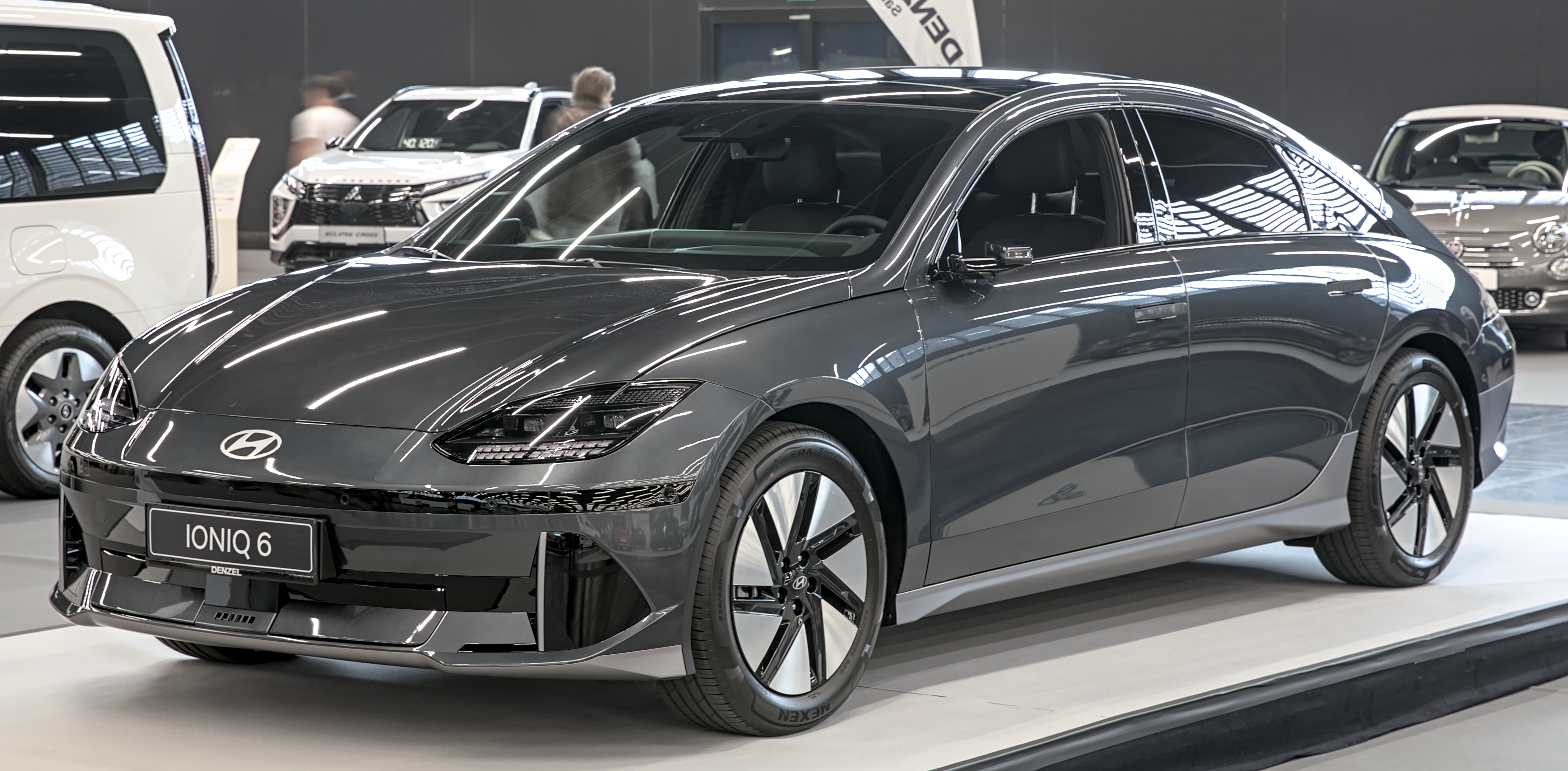
Elölnézetből
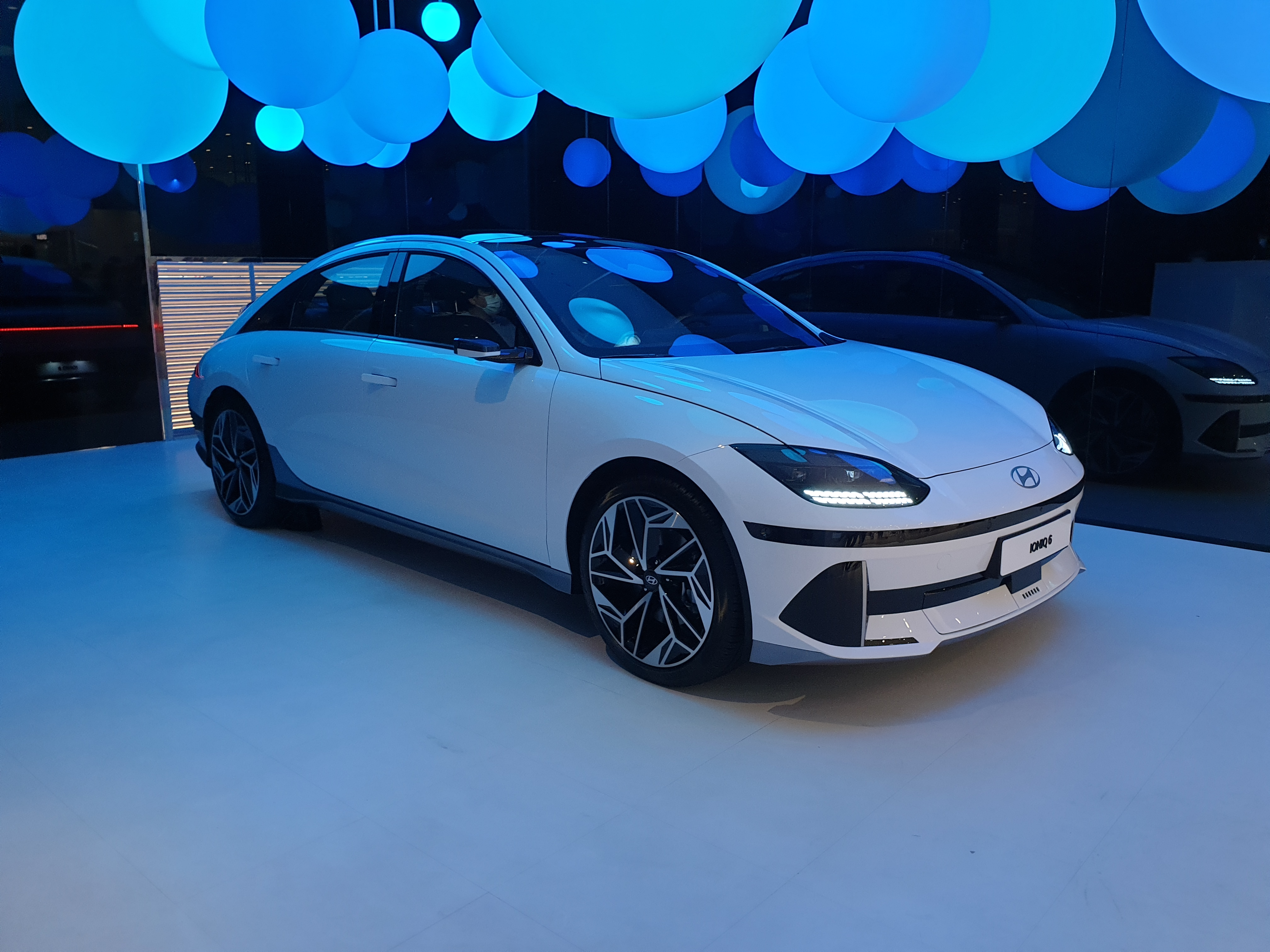
Elölnézetből
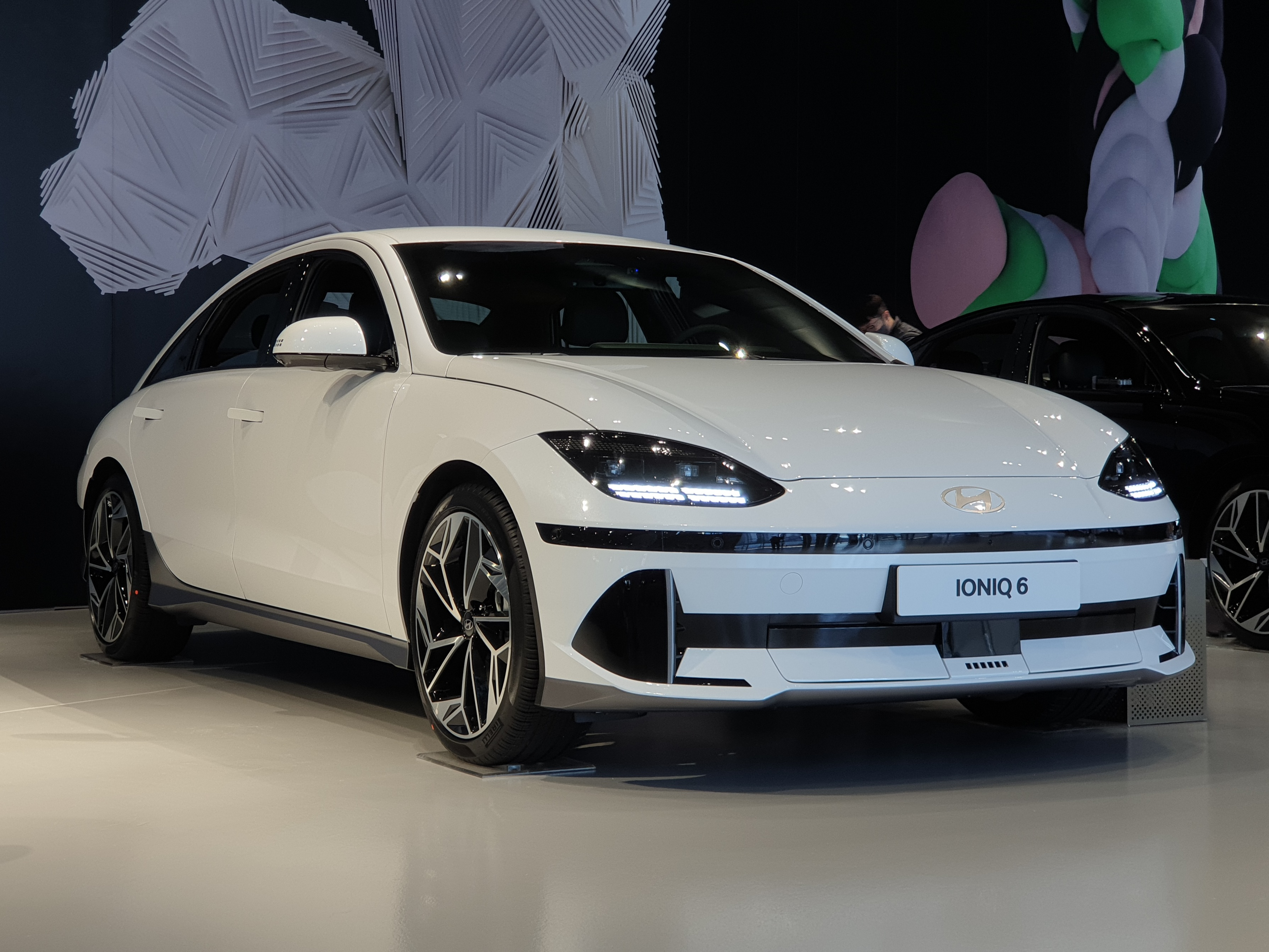
Elölnézetből
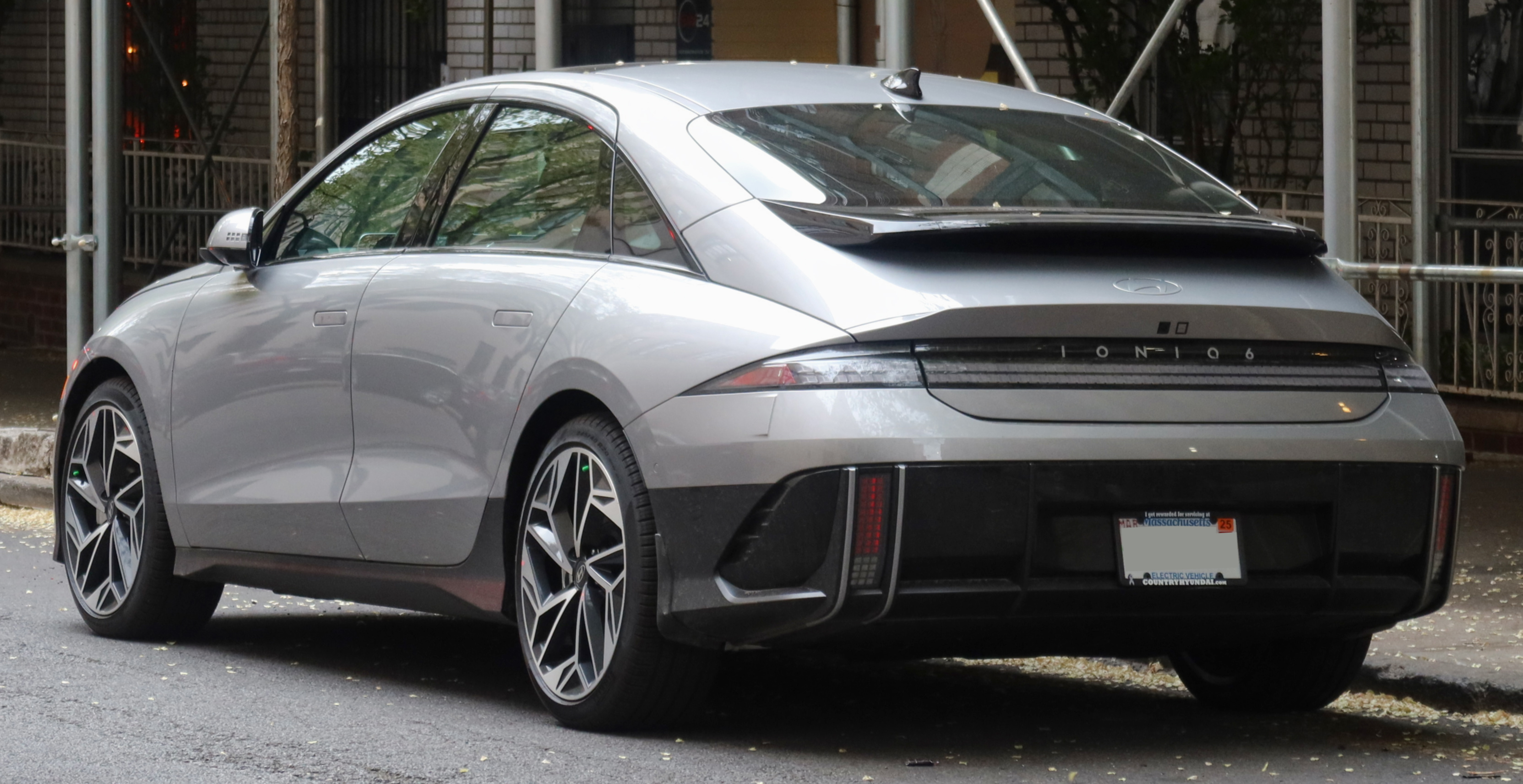
Hátulnézetből
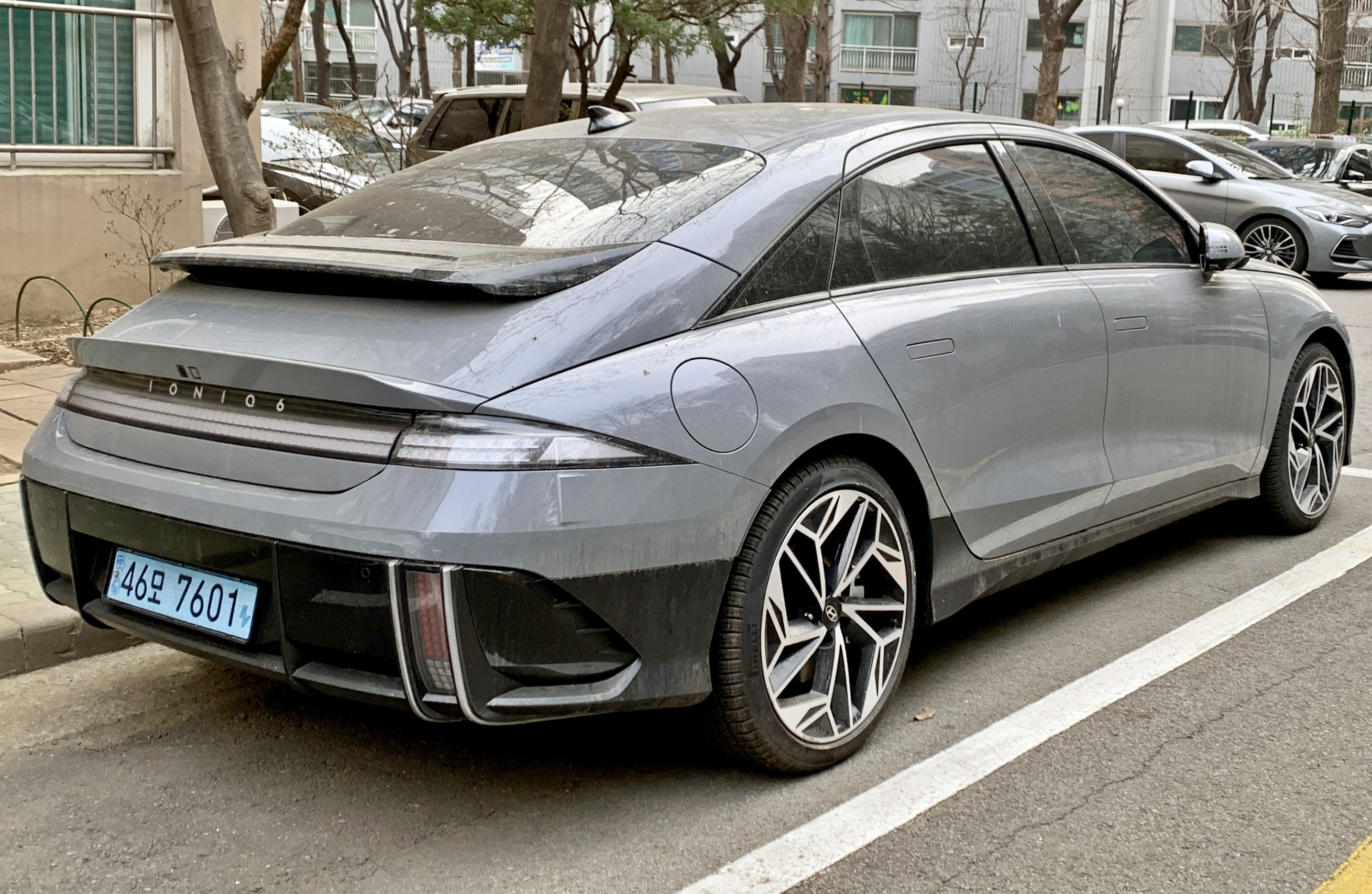
Hátulnézetből
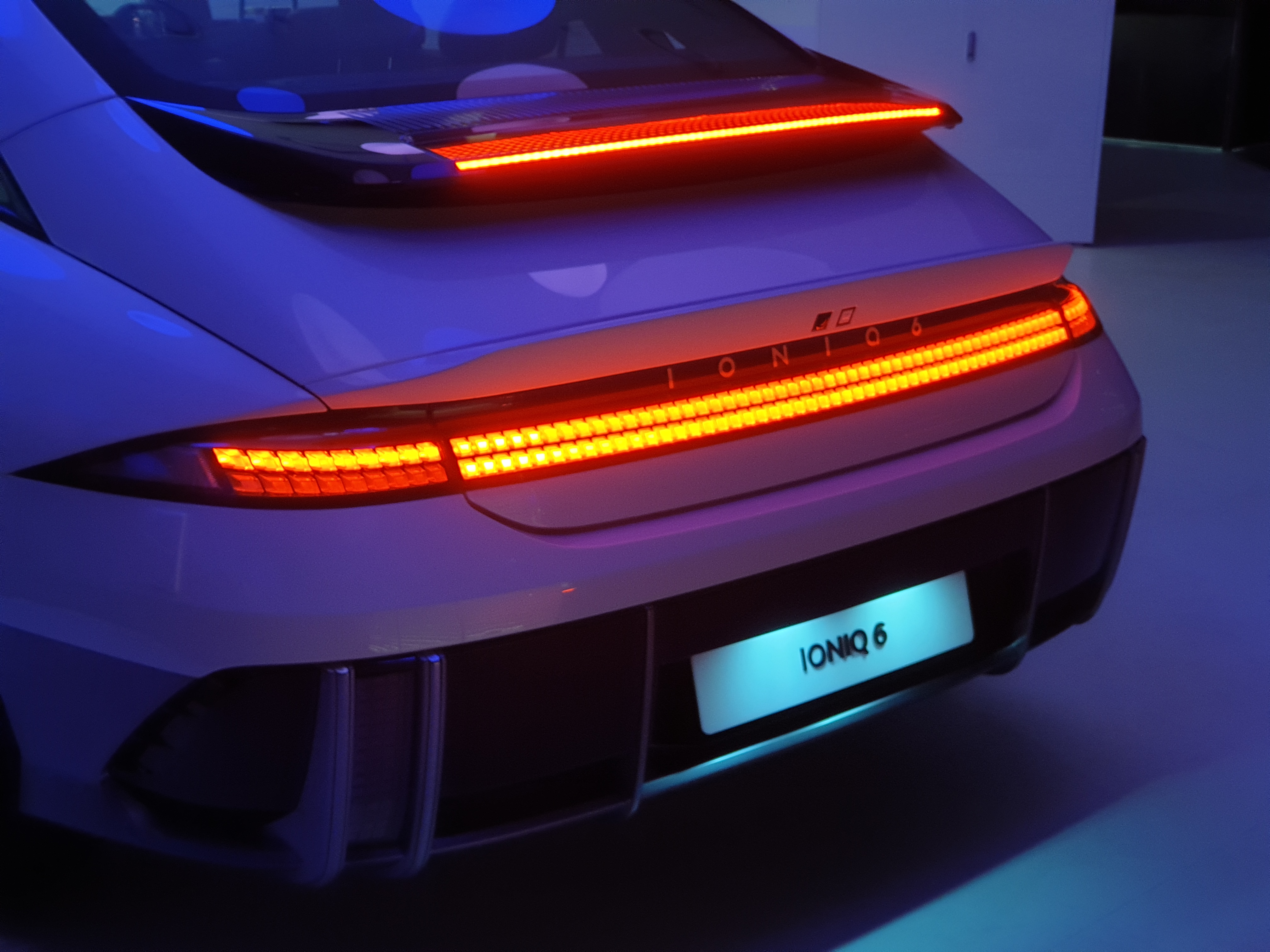
A légterelő és a hátsó lámpák
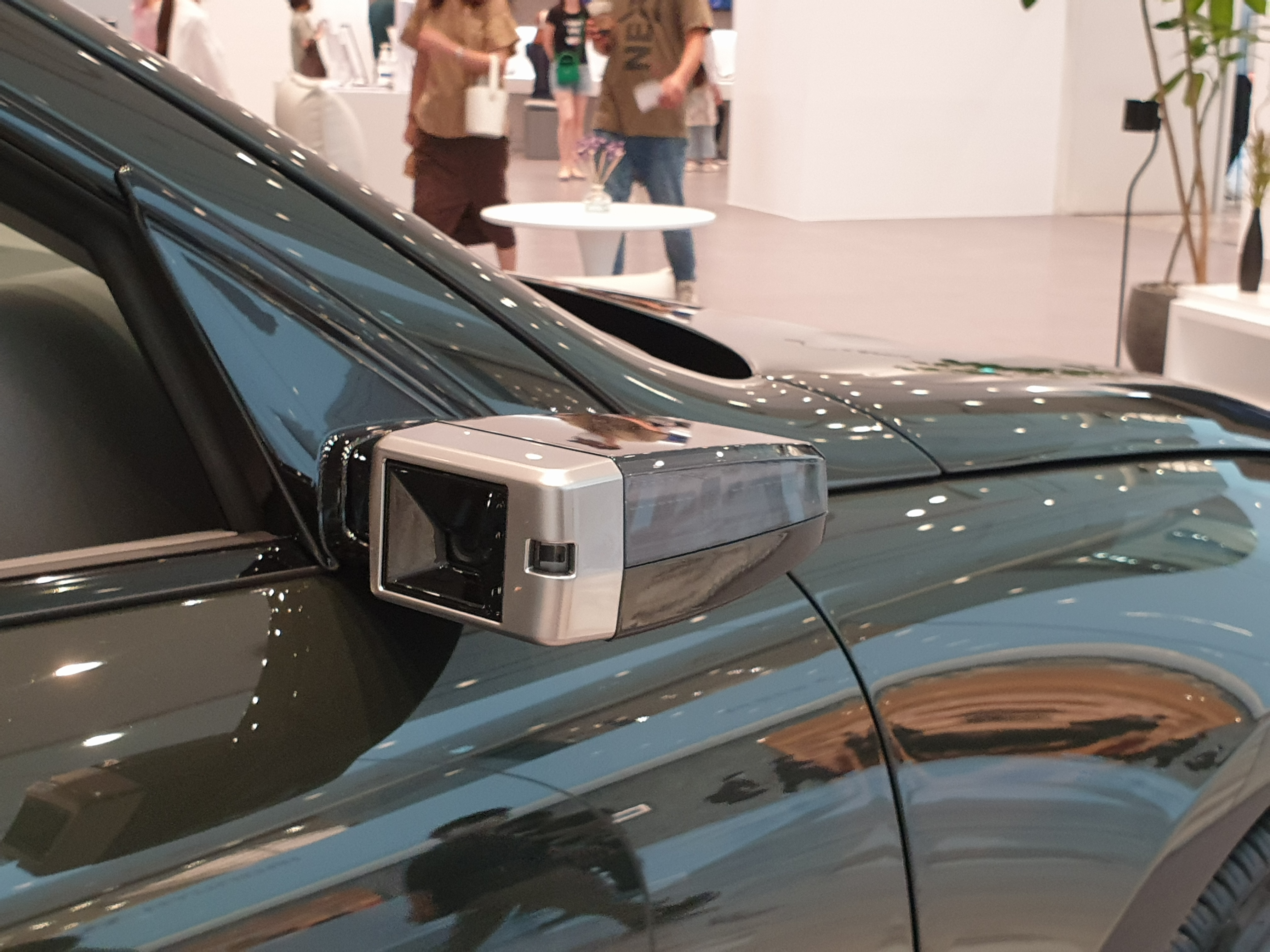
Az opcionálisan a külső tükör helyett rendelhető visszapillantó kamera
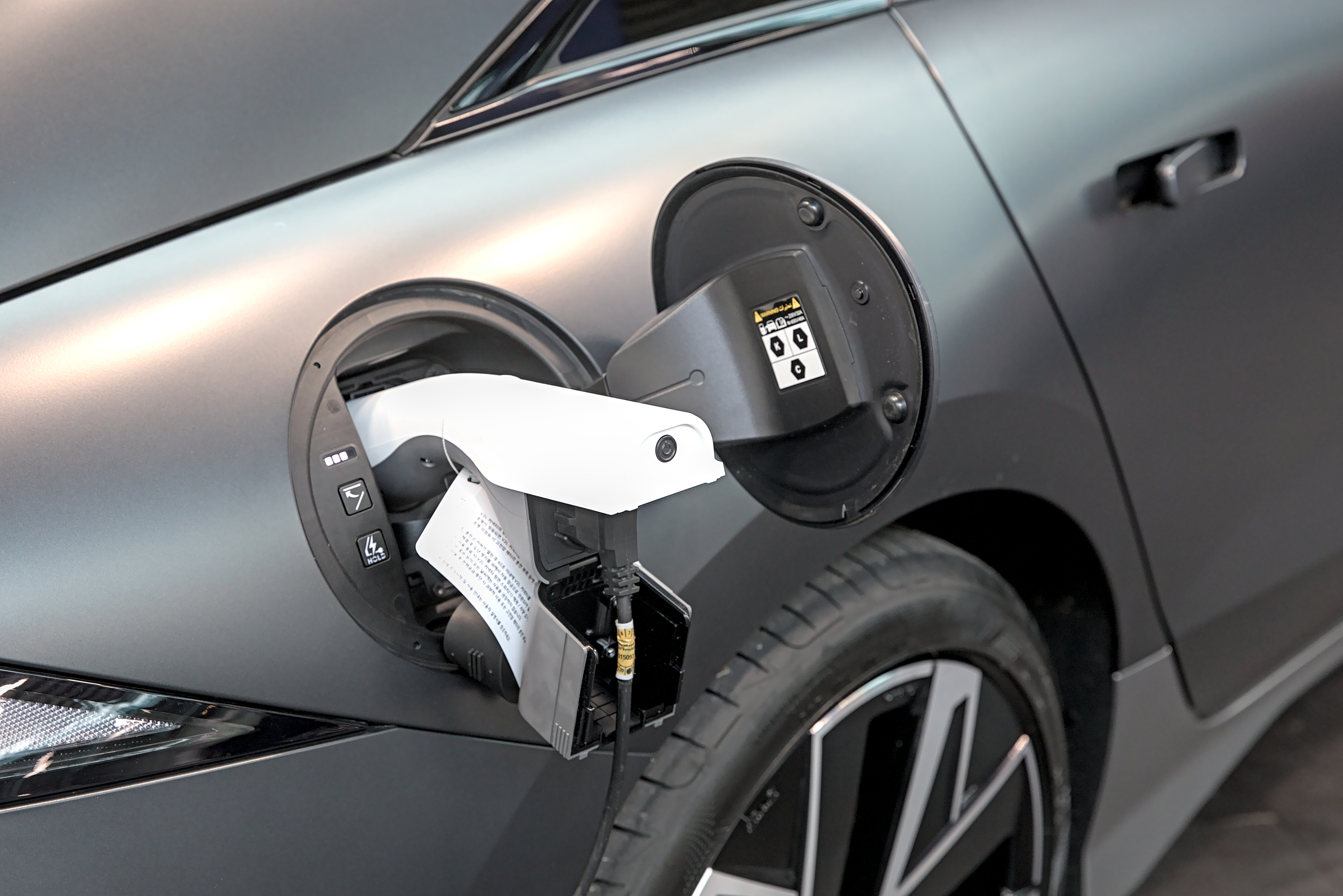
Egy Hyundai Ioniq 6 töltés közben
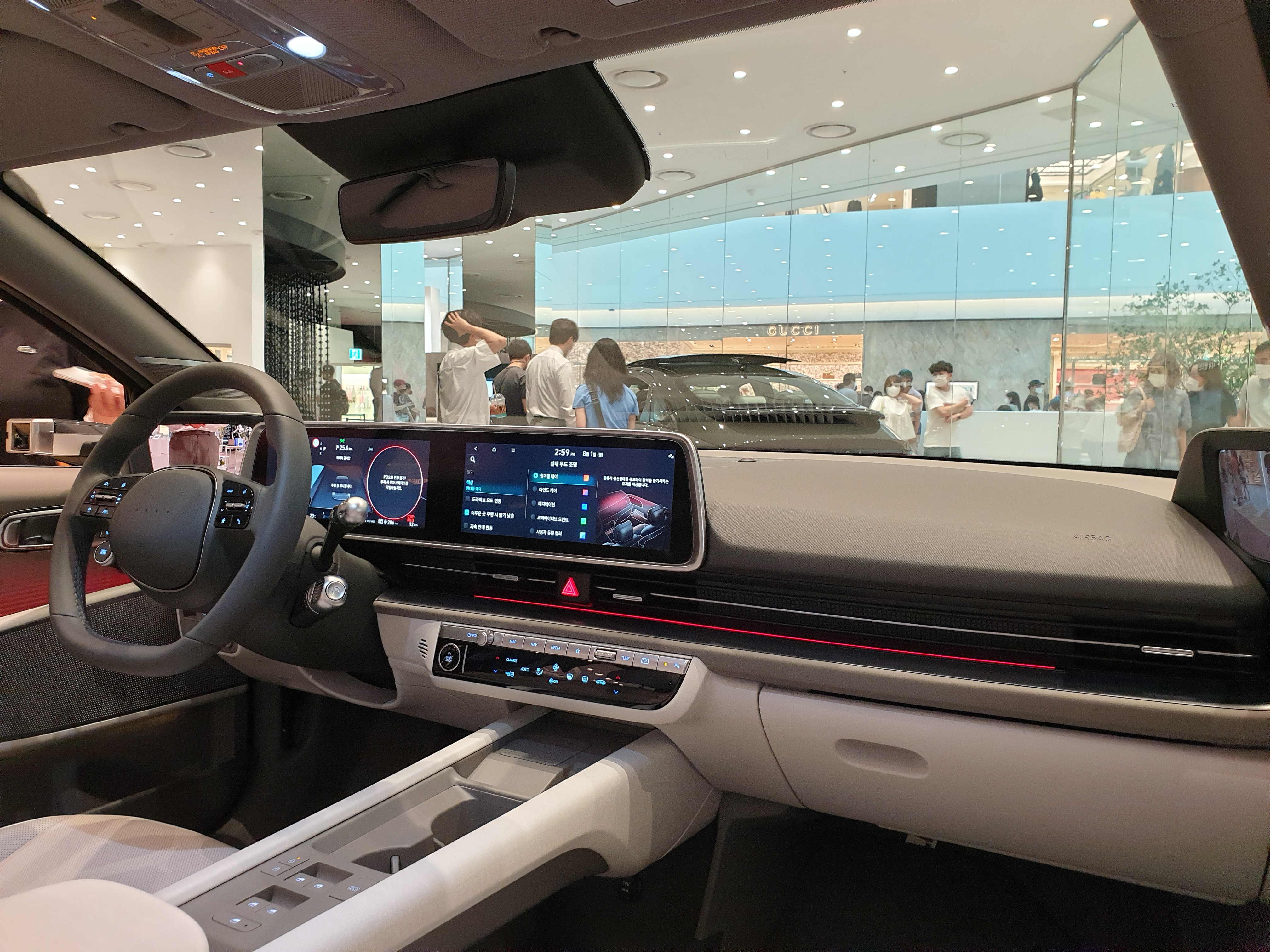
A Hyundai Ioniq 6 belső tere
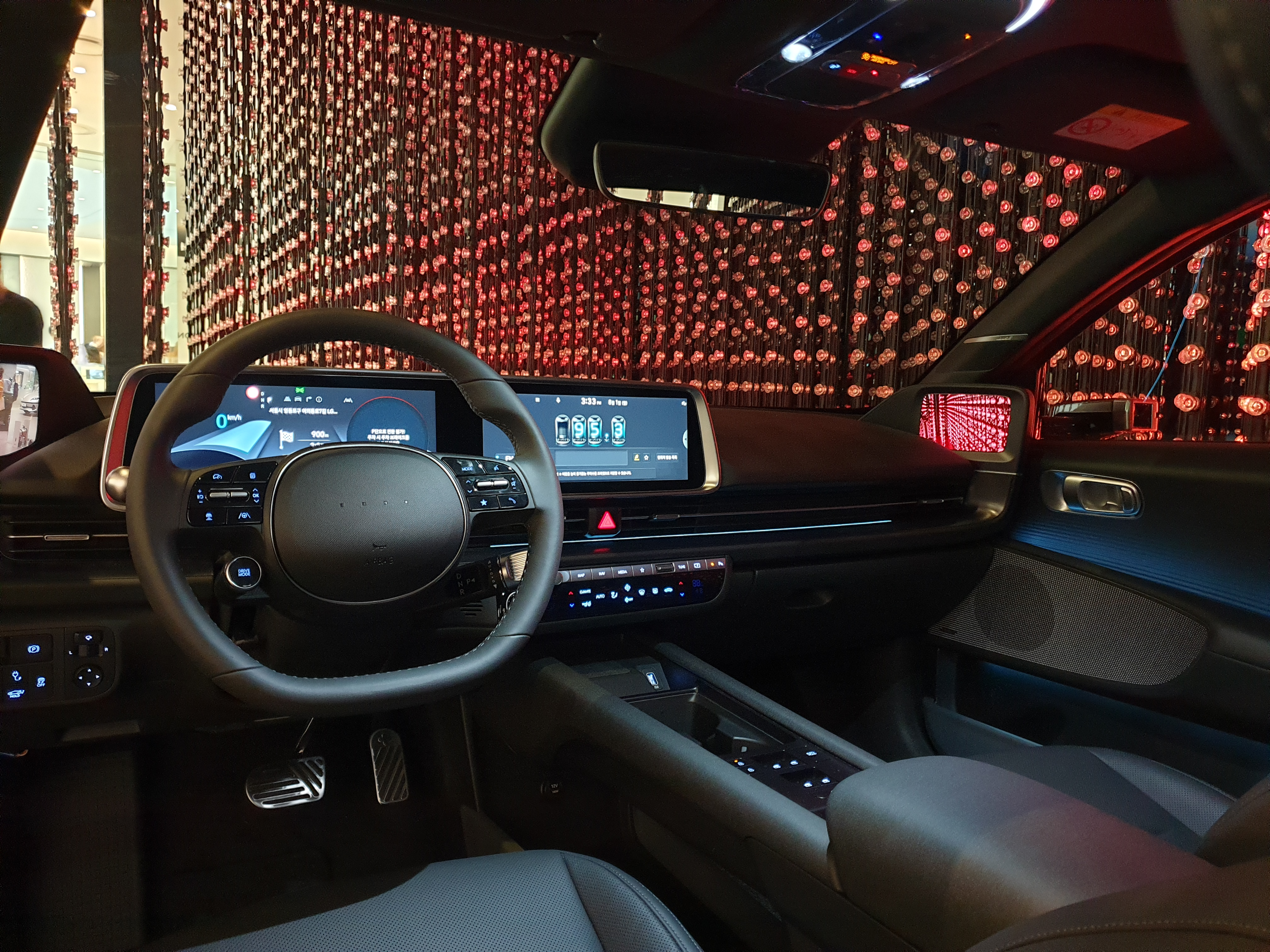
A Hyundai Ioniq 6 belső tere

### Kifejlesztése

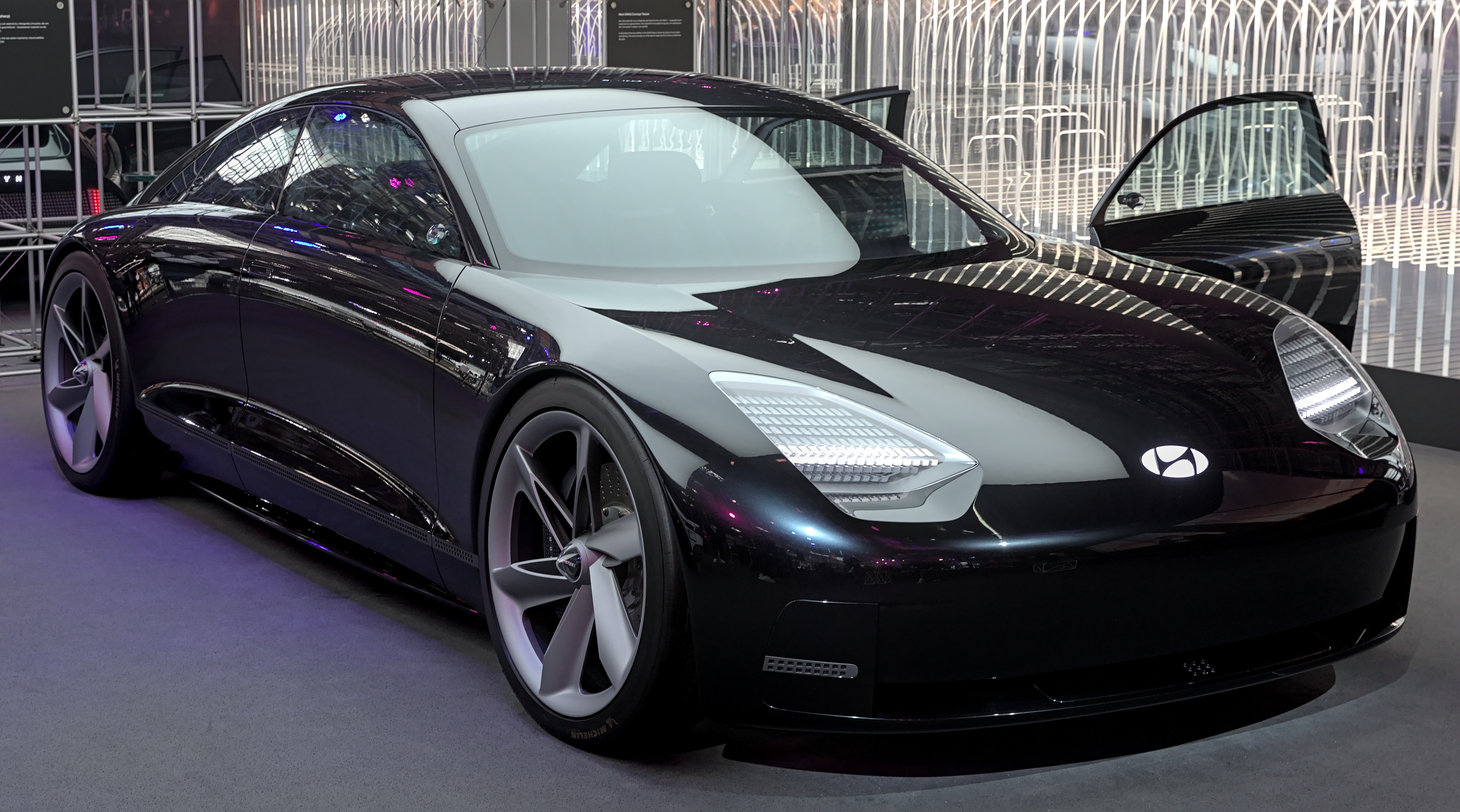
Hyundai Prophecy koncepcióautó

Az Ioniq 6-ot CE kódnéven fejlesztették ki. Az alapjául szolgáló Hyundai Prophecy koncepcióautót 2020 márciusában mutatták be. A tervezési vázlat bemutató képet 2022. június 21-én mutatták be. Az autó koncepcióvázlata a Hyundai új E-GMP platformjára épülő Elektromos Streamliner desing-megközelítést képviselte; a vázlat lágy, áramvonalas kialakítást mutatott, amely minimálisra csökkenti a légellenállást. A teljes magassághoz képest hosszú tengelytávot alkalmaztak. A részleteket bemutató fotósorozatot fokozatosan 2022. június 29-éig bezárólag tették közzé, amikor is bemutatták a Hyundai Ioniq 6-ot átfogóan bemutató fényképeket.
Az Ioniq 5-höz hasonlóan a Parametric Pixel dizájnt alkalmazzák az első lámpákon. Ezenkívül az Ioniq 6 az első olyan jármű, amelyen a Hyundai új stilizált H emblémája található, amelyet vékony alumínium sík formájában gyártottak. Az oldalprofil áramvonalas ablakvonalat, beépített süllyesztett ajtókilincset és opcionális oldalra szerelhető digitális oldaltükröt (Digital Side Mirror, DSM) tartalmaz, amely helyettesíti a hagyományos oldalsó tükröket. A légellenállási együttható 0,21-re csökkentése miatt ezekre és más aerodinamikai részletekre, például a hátsó légterelőkre, a külső aktív légterelőkre és a kerekek légfüggönyeire is odafigyeltek. A jármű hátulja a hátsó légterelőt parametrikus pixeles kiegészítő féklámpával kombinálja.
A Hyundai ügyvezető alelnöke, SangYup Lee, a Hyundai Design Center vezetője úgy jellemezte a belső teret, mint „egy figyelmes gubót, amely mindenki számára személyre szabott helyet kínál”. A megnövelt belső teret a jármű hosszú tengelytávja teremti meg. A járműfunkciós kezelőegységet központosítottra tervezték, a tárhelyet pedig híd formájú középkonzol alkalmazásával bővítették. Ezenkívül környezetbarát anyagokat alkalmaztak a belső és külső festéshez, lapokhoz, műszerfalakhoz és burkolatokhoz.

### RN22e
Az RN22e koncepcióautó az Ioniq 6-on alapszik, és a Hyundai N motorsport almárkája alá tartozik; szintén 2022 júliusában mutatták be. Összkerékhajtású hajtáslánccal van felszerelve, amely továbbfejlesztett vontatómotorokat tartalmaz, amelyek 160 kW és 270 kW teljesítményűek. Az áramellátást egy 77,4 kW akkumulátor biztosítja.
A normál Ioniq 6-hoz képest az RN22e 61 mm-rel hosszabb és 140 mm-rel szélesebb, emellett 21 colos kerekekkel van felszerelve. A hűtőrendszert korszerűsítették, hogy megakadályozzák az akkumulátor és a motorok túlmelegedését.

Az RN22e-t olyan alkatrészek tesztelésére használják, amelyeket az Ioniq 6 versenyváltozatába szerelnek fel, mellyel a Hyundai N a 2023-tól induló eTouring Car World Cup sorozatban kíván részt venni. Az Ioniq 6 alapú versenyautó a 2021-ben és 2022-ben versenyzett Veloster N ETCR-t váltja fel. A Bilster Berg pályán tartott gyakorlati foglalkozáson a Motor Trend írója, Angus MacKenzie megjegyezte: „Az RN22e-t szándékosan úgy tervezték, hogy valami feltűnő Drift király legyen, hogy bebizonyítsa, hogy egy elektromos autó is képes mosolyt varázsolni a volán mögött”.

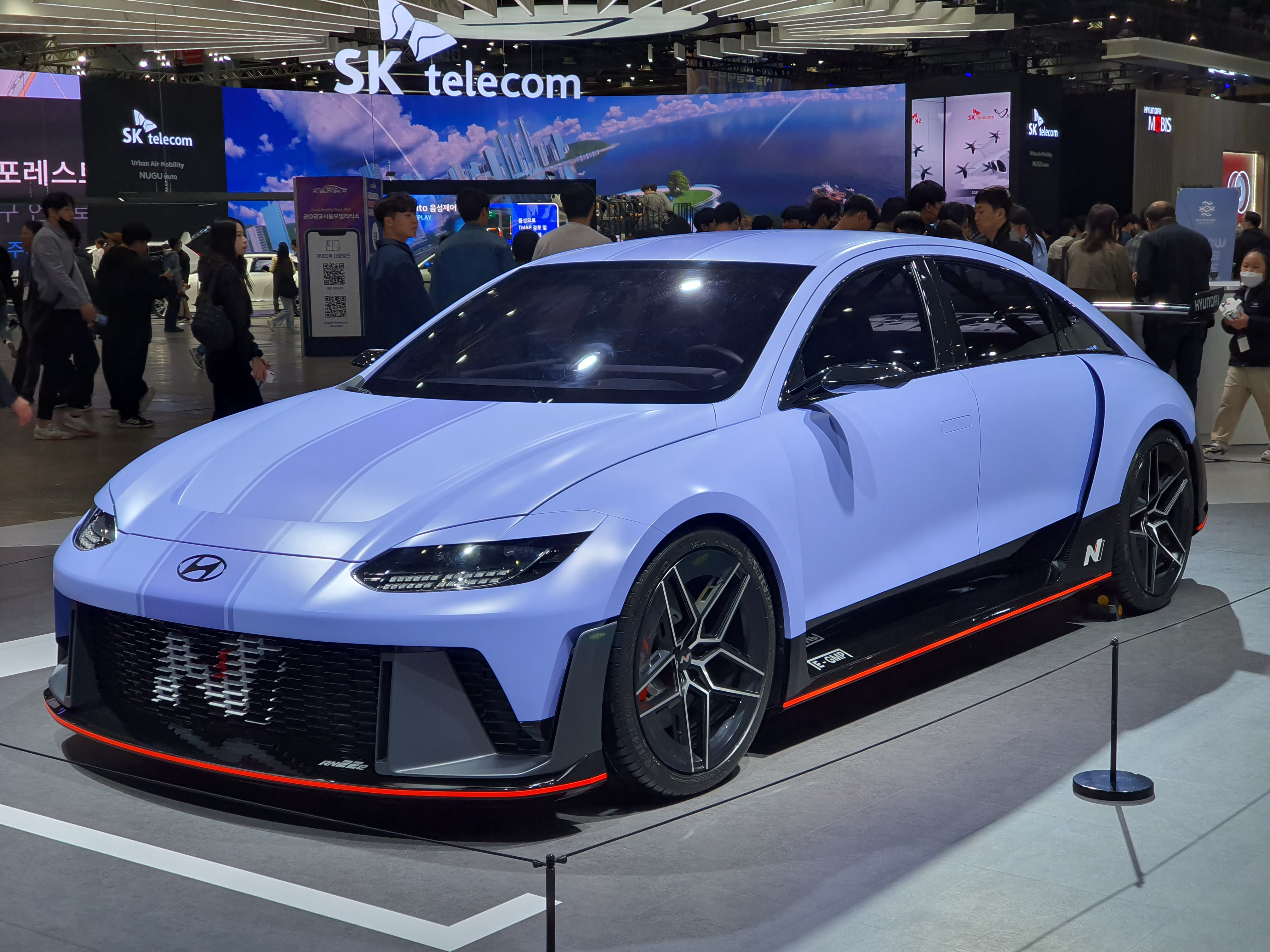
A Hyundai RN22e elölnézetből
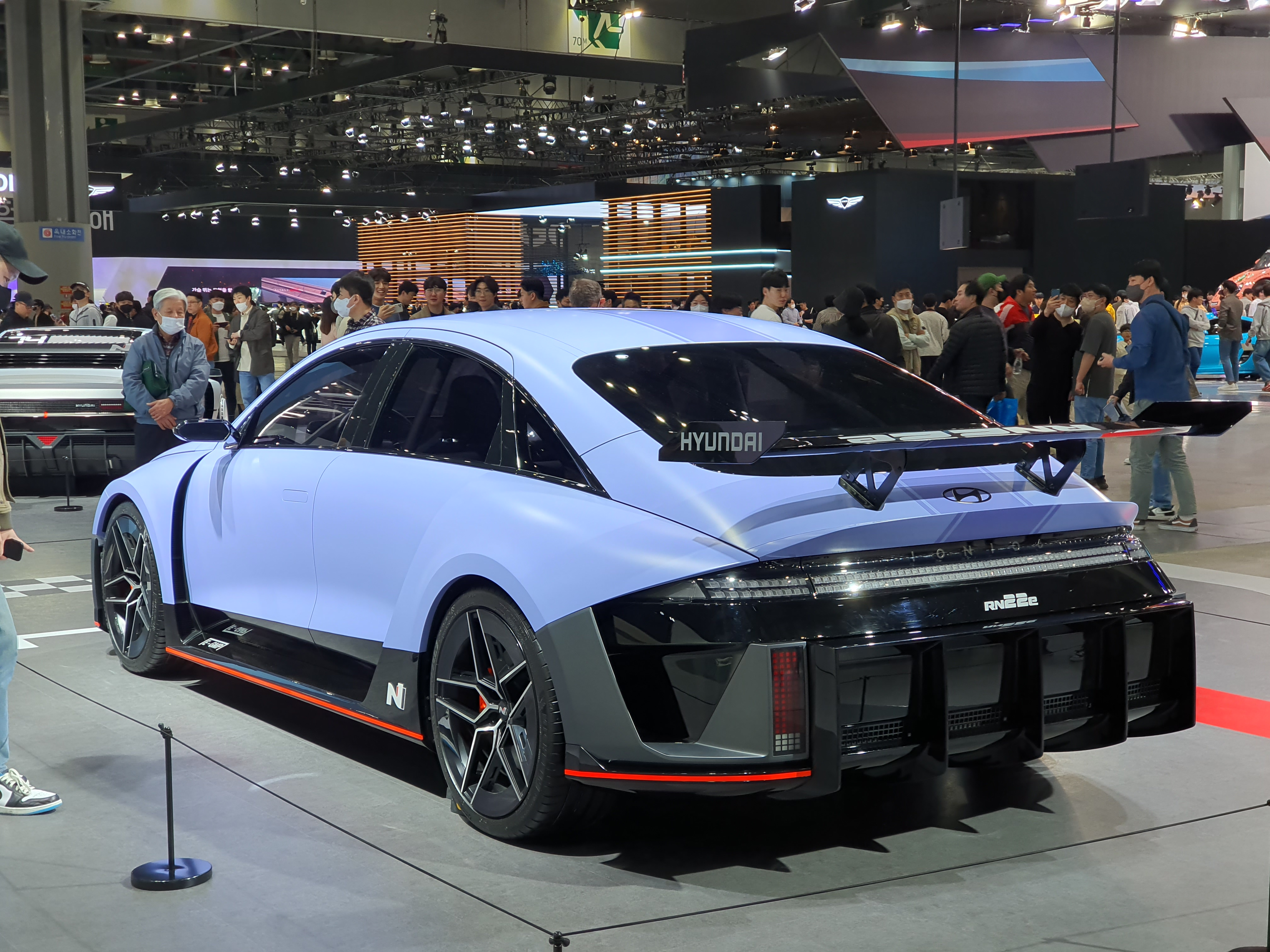
A Hyundai RN22e hátulnézetből

## Műszaki adatok
Az RWS változat 77,4 kWh-s Long Range akkulátorral 610 km-es WLTP-hatótávolságot tesz lehetővé.
350 kW-os töltő használatával, a jármű akkumulátora 18 perc alatt 10%-ról 80%-ra feltölthető.

## Díjak
- A Világ Év Autója-dí,j 2023[19][20]
- A Világ Év Autódesing-ja, 2023[20][21]
- A Világ Év Elektromos Járműve, 2023[20][22]
- Az Év Skót Autója, 2023[23][24]
- Az Év Ír Autója, 2024[25][26][27][28]

## Fordítás
Ez a szócikk részben vagy egészben  a   Hyundai Ioniq 6 című angol Wikipédia-szócikk ezen változatának fordításán alapul.  Az eredeti cikk szerkesztőit annak laptörténete sorolja fel. Ez a jelzés csupán a megfogalmazás eredetét és a szerzői jogokat jelzi, nem szolgál a cikkben szereplő információk forrásmegjelöléseként.